# Goldberger József
Goldberger József (angolul: Joseph Goldberger) (Girált, 1874. július 16. – Washington, 1929. január 17.) magyar származású amerikai orvos és járványtani szakember volt, az Egyesült Államok Közegészségügyi Szolgálata alkalmazásában állt. Sokat tett a szegénység és a betegségek közti összefüggés felismerése érdekében. A 20. század elején bebizonyította, hogy a pellagra („durva bőr”) a táplálkozással függ össze, a hiánybetegségek közé sorolható. Ezért többször jelölték orvosi Nobel-díjra. 

## Fiatalkora és tanulmányai
1874-ben az akkori Magyar Királyságban, ma Szlovákiában található Giráltban született, zsidó családban. Kilencéves korában családjával az Egyesült Államokba emigrált. New Yorkban végezte a középiskolát majd szerzett orvosi diplomát.

## Pályafutása
1899-ben az Egyesült Államok Közegészségügyi Szolgálata (Public Health Service) orvosa lett. Elsősorban olyan fertőző betegségekkel foglalkozott, mint a sárgaláz, a tífusz, a dengue-láz és a hastífusz. Dolgozott a New York-i kikötőben, Mexikóban, Puerto Ricoban, Mississippiben és Louisianában. 
1914-ben kezdett az Egyesült Államok déli államaiban akkor terjedő és sok halálos áldozatot követelő pellagra vizsgálatával foglalkozni. Erről a betegségről akkor azt gondolták, hogy fertőző, és ezért sok beteget kiközösítettek. Goldbergernek feltűnt, hogy a betegség elsősorban a szegények, különösen a kukorica-ültetvényeken dolgozó, és ezért egyoldalúan kukoricával táplálkozók körében terjed. Feltételezését, hogy a pellagrát az alultápláltság okozza, árvaházakban, bentlakásos intézetekben és börtönben végzett kísérletekkel igazolta: ahol változatosabb étrendre álltak át, eltűnt a betegség. Felfedezéséért többször jelölték orvosi Nobel-díjra. 
1929-ben, 54 évesen halt meg. 8 évvel később Conrad Elvehjem fedezte fel, hogy a pellagrát a B3 vitamin (niacin) hiánya okozza.

## Emlékezete

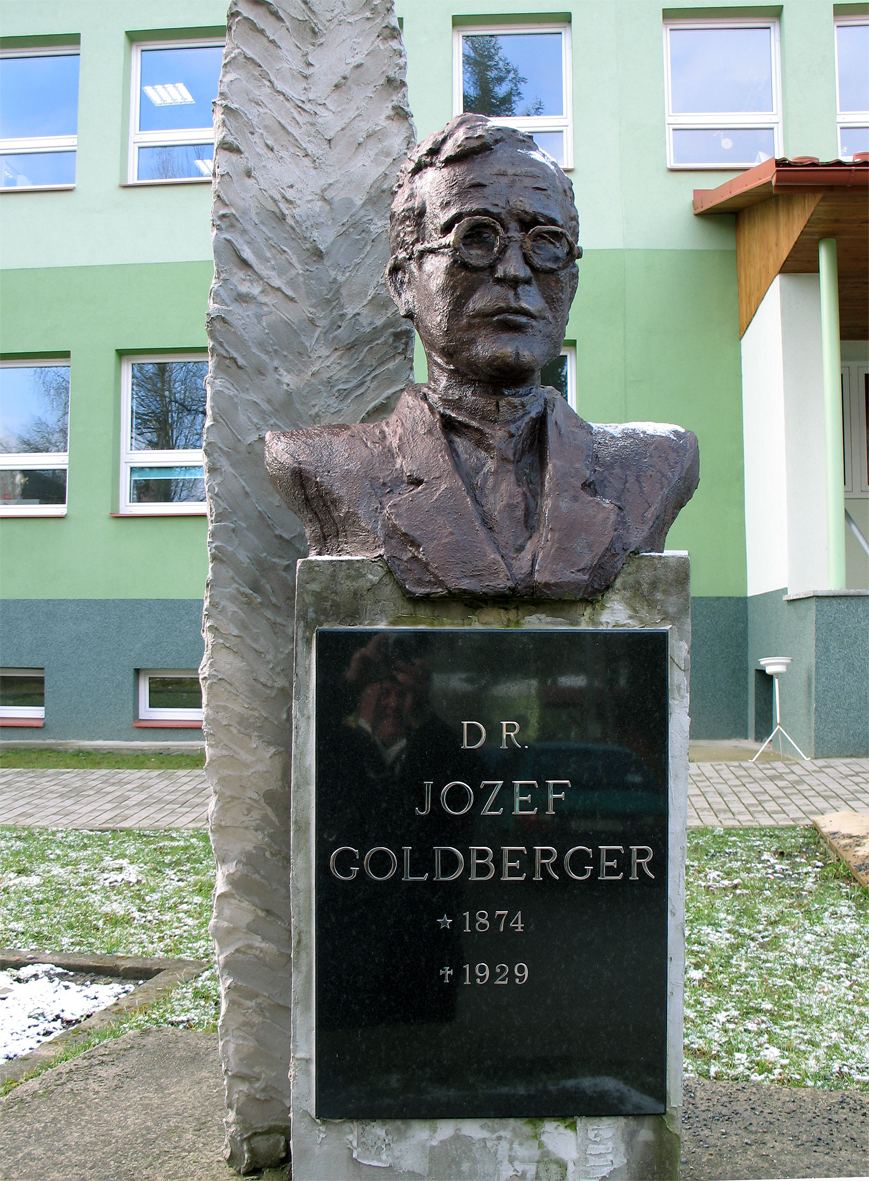
Girált

- Mellszobor szülőfalujában

## Fordítás
- Ez a szócikk részben vagy egészben  a   Joseph Goldberger című angol Wikipédia-szócikk fordításán alapul.  Az eredeti cikk szerkesztőit annak laptörténete sorolja fel. Ez a jelzés csupán a megfogalmazás eredetét és a szerzői jogokat jelzi, nem szolgál a cikkben szereplő információk forrásmegjelöléseként.